# Assedio di Rodi (305 a.C.)
L'assedio di Rodi tra il 305 e il 304 a.C. fu uno degli assedi più notevoli dell'antichità. Effettuato da Demetrio I Poliorcete nel contesto della Quarta guerra dei Diadochi (308-301 a.C.), aveva lo scopo di costringere gli abitanti di Rodi a uscire dalla loro neutralità e abbandonare la collaborazione con Tolomeo I.

## Contesto
L'isola di Rodi era una repubblica mercantile con una numerosa flotta che controllava l'ingresso al Mar Egeo. Rodi manteneva trattati di neutralità con gli altri regni per proteggere i commerci. In particolare però essa manteneva stretti legami con Tolomeo I, già diadoco di Alessandro Magno, regnante sull'Egitto. Demetrio era preoccupato che Rodi rifornisse Tolomeo con le sue navi e temeva che l'isola stesse per essere utilizzata da quest'ultimo come base navale operativa. La decisione di porre sotto assedio Rodi fu influenzata da questi timori, ma fu anche un atto di pirateria da parte di Demetrio, così come fu visto da gran parte del mondo greco, indipendentemente dalle alleanze. Rodi assediata quindi godeva di molte simpatie da parte di questo mondo e anche in Macedonia.
Insieme a una flotta di 200 navi da guerra e 150 navi ausiliarie, Demetrio assoldò anche numerose flotte di pirati. Oltre 1000 navi mercantili seguivano la sua flotta in vista del saccheggio che sarebbe seguito in caso di successo dell'impresa di Demetrio.

## Assedio
La città di Rodi, porto principale dell'isola, era ben fortificata e Demetrio non era in grado d'impedire che l'isola potesse ricevere rifornimenti da navi che avrebbero forzato il suo blocco, per cui il suo primo obiettivo fu quello di occupare il porto principale. Per prima cosa egli cercò di costruire un suo porto a fianco di quello originale per erigere un molo dal quale sviluppare una barriera galleggiante. (presumibilmente si trattò della baia di Ialiso). Ma alla fine Demetrio non riuscì a conquistare il porto della città di Rodi. Nel frattempo le sue truppe saccheggiarono l'isola ed eressero un grosso accampamento vicino alla città, ma al di fuori della portata di lancio delle difese. All'inizio nelle mura fu aperta una breccia e un certo numero di soldati di Demetrio riuscirono a entrare nella città, ma furono uccisi dagli assediati, e Demetrio non sollecitò altri attacchi. La breccia nelle mura fu così presto richiusa. Da entrambe le parti furono utilizzati marchingegni di assedio e difesa quali baliste e catapulte e Demetrio fece uso anche di un'elepoli.

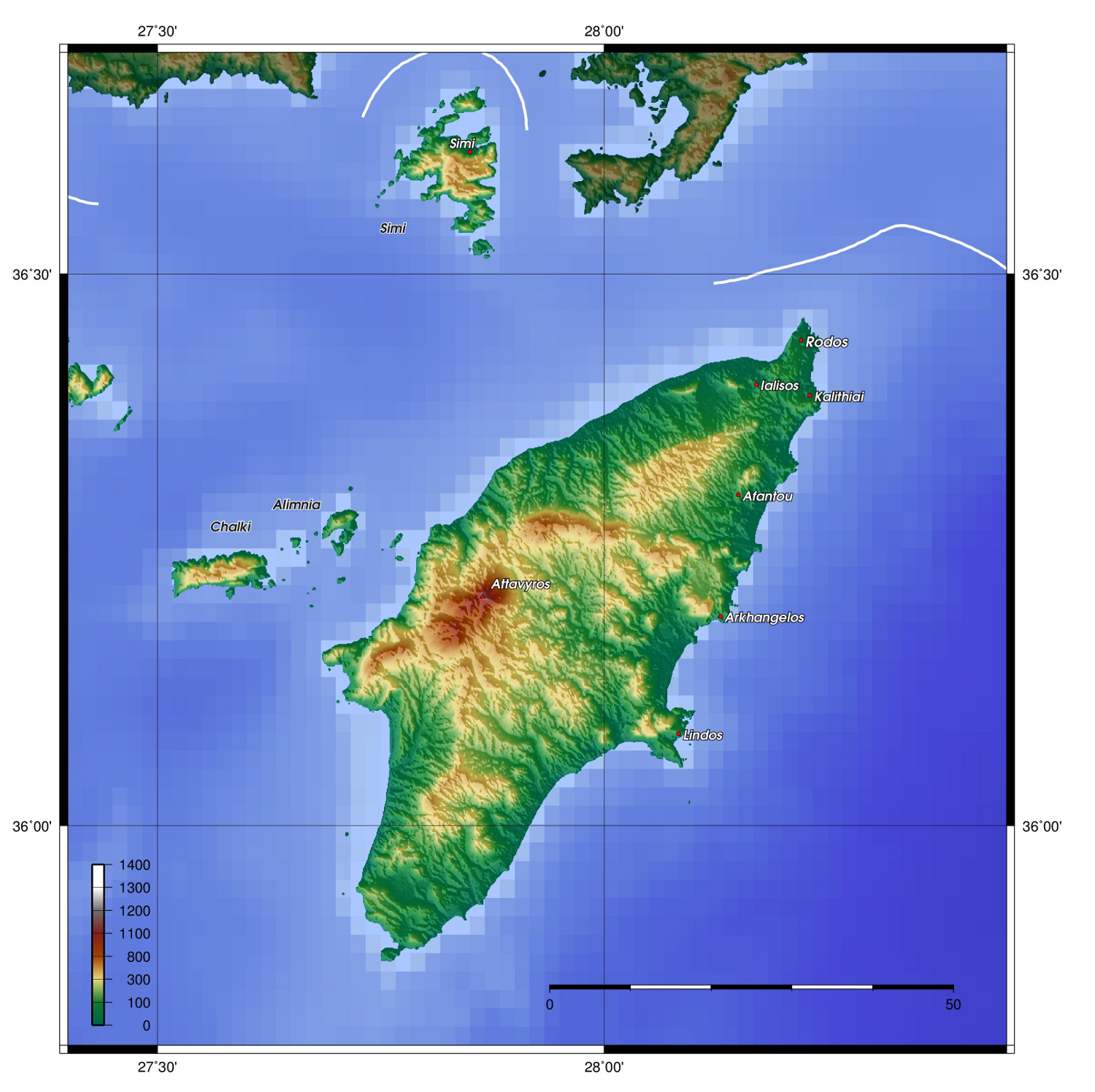
Rodi

I cittadini di Rodi ebbero successo nella loro resistenza contro Demetrio: allagarono la zona circostante le loro mura in modo da rendere immobile, e quindi inoffensiva, l'elepoli. Dopo un anno, durante il quale la sua flotta era stata fortemente danneggiata da una tempesta, egli abbandonò l'assedio e firmò un trattato di pace (304 a.C.) che presentò come una vittoria poiché Rodi acconsentì a rimanere neutrale in questa guerra contro Tolomeo I. La impopolarità dell'assedio può essere stato un fattore nella decisione di abbandonare l'assedio dopo un anno.
Parecchi anni dopo, il metallo dell'elepoli, che era stata abbandonata, venne fuso e, insieme al denaro ricavato dalla vendita dei macchine da assedio lasciate da Demetrio, fu utilizzato dagli abitanti di Rodi per erigere una statua al loro dio, Elio, oggi noto come il Colosso di Rodi, al fine di commemorare la loro eroica resistenza.

## L'assedio nella cultura di massa
- L. Sprague de Camp tratta dell'assedio e della costruzione del Colosso di Rodi in uno dei suoi romanzi The Bronze God of Rhodes;
- Il romanzo di Alfred Duggan sulla vita di Demetrio, Elephants and Castles, tratta anche dell'assedio di Rodi;
- Il quarto romanzo della serie Tyrant di Christian Cameron, Destroyer of Cities, tratta dell'assedio di Rodi;
- Emma Lazarus ha scritto un poema comparante la Statua della Libertà al Colosso di Rodi, dal titolo Il nuovo Colosso.